# Gmina Sosnowica
Die Gmina Sosnowica ist eine Landgemeinde im Powiat Parczewski der Woiwodschaft Lublin in Polen. Ihr Sitz ist das gleichnamige Dorf mit etwa 680 Einwohnern.

## Gliederung
Zur Landgemeinde Sosnowica gehören folgende Ortschaften:
Bohutyn
Czerniów
Czołoma
Górki
Hołodyska
Izabelin
Janówka
Karolin
Komarówka
Kropiwki
Lejno
Libiszów
Lipniak
Mościska
Nowy Orzechów
Olchówka
Pasieka
Pieszowola
Pieszowola (osada leśna)
Sosnowica
Sosnowica-Dwór
Stary Orzechów
Turno
Turno (osada)
Walerianów
Zacisze
Zamłyniec
Zienki
Zbójno